# Joke Stoffels-van Haaften
Johanna Maria (Joke) Stoffels-van Haaften (Est en Opijnen, 28 april 1917 – Zeist, 18 maart 1992) was een Nederlands politica.

## Levensloop
Stoffels-van Haaften werd in 1917 geboren als een dochter van de hoofdonderwijzer Cornelis van Haaften (1881-1956) en Hendrika Jacoba van Krieken (1883-1936). Na het Stedelijk Gymnasium te Tiel studeerde ze Nederlandse wetgeving aan de Universiteit Utrecht.
Sinds haar studententijd was zij een strijdbaar feministe. Zij hield haar maidenspeech over de opheffing van de handelingsonbekwaamheid van de gehuwde vrouw. Ze vergeleek de handelingsonbekwaamheid met het oud-Germaanse recht een vrouw te verdobbelen. In september 1955 had de door alle vrouwelijke Kamerleden gesteunde motie-Tendeloo de weg geopend naar de - de facto- wettelijke opheffing in 1956 van de handelingsonbekwaamheid van de gehuwde vrouw.
Ze was van 22-12-1955 tot 22-02-1967 lid van de Tweede Kamer der Staten-Generaal voor de VVD. Als tweede ondervoorzitter van het parlement was zij op 29 september 1959 de eerste vrouw die een plenaire Tweede Kamervergadering presideerde. Ze hield zich in de Tweede Kamer vooral bezig met buitenlandse zaken, sociale zaken, justitie en aangelegenheden betreffende Nieuw-Guinea en andere Overzeese Rijksdelen.
Begin 1961 leidde zij een parlementaire delegatie naar de installatie van de Nieuw-Guinea Raad. In het jaar 1964 was zij eveneens voorzitter van het Benelux-parlement. In 1957 en 1958 was ze VN vrouwenvertegenwoordiger en ging ze naar de Algemene Vergadering van de Verenigde Naties om daar een speech te geven.
Stoffels-van Haaften beëindigde haar loopbaan als burgemeester van respectievelijk Heiloo en Soest.
Haar eerste echtgenoot, ir. Adriaan Stoffels, was directeur van Staatsbosbeheer. Na haar Kamerlidmaatschap trouwde zij met haar oud-fractiegenoot Han Corver. Ze werd benoemd tot ridder in de Orde van de Nederlandse Leeuw op 29 april 1966. Ze overleed in 1992 te Zeist.
- Biografisch Portaal: 07728752
- Digitale Bibliotheek voor de Nederlandse Letteren: corv013
- Parlement.com: vg09ll9g07w8